# Pozsony-Nagyszombati főegyházmegye
A Pozsony-Nagyszombati főegyházmegye (szlovákul: Bratislavsko-Trnavská arcidiecéza, latinul: Archidioecesis Bratislaviensis-Tyrnaviensis) a latin rítusú katolikus egyházhoz tartozó egyházmegye volt Szlovákiában 1977 és 2008 között. 2008-tól két részre oszlott az egyháztartományi Pozsonyi főegyházmegyére és a szufragán Nagyszombati főegyházmegyére.
A Pozsony-Nagyszombati főegyházmegye csaknem teljes területe 1977-ig az esztergomi főegyházmegye része volt. A pozsony-nagyszombati főegyházmegye egyháztartományába tartozott 2008-ig a Nyitrai egyházmegye és a Besztercebányai egyházmegye. A főegyházmegye első és egyben utolsó érseke Ján Sokol. Az egyházmegye védőszentje Keresztelő Szent János volt. Az egyházmegye székesegyháza a nagyszombati Keresztelő Szent János-templom, illetve a pozsonyi Szent Márton-dóm (a koronázó templom) volt. Az egyházmegyének 2008-ban felosztásakor 445 plébániája volt.

## Terület
Délnyugat-Szlovákiában feküdt, a pozsonyi, a Nagyszombati és a Nyitrai kerületek legnagyobb részét magában foglalta, kivéve Nyitra városát és a tőle északra elhelyezkedő településeket. Bizonyos mértékig behatolt a Trencséni kerületbe (Vágújhely) és a Besztercebányai kerületbe is (Selmecbánya, Nagykürtös). 

Szlovákia egyházmegyéi 1977-től 2008-ig

## Történelem
Az egyházmegye létrejöttéhez az úgynevezett csehszlovák szakadár akció járult hozzá.

### Csehszlovákia és az egyház viszonyának megromlása
bővebben a Szlovákiai katolikus egyház története szócikkben
Miután az 1920-as trianoni békeszerződés elszakította Magyarországtól „Szlovenszkót” (ekkor még nem nagyon tudták mi is legyen ennek a területnek a magyar neve), az Esztergomi főegyházmegye birtokait az újonnan megalakult Csehszlovákia állami felügyelet alá helyezte. Ahogyan csak tudták, igyekeztek gátolni az esztergomi érsek joghatóságának gyakorlását. Ekkor azonban még szó sem lehetett új egyházmegye alapításáról, mivel Csehszlovákia és a Szentszék között igencsak megromlottak a kapcsolatok. Ennek oka az volt, hogy Csehszlovákiában az állam által támogatásra talált az a pánszlávista eszme, amely a keresztény, elsősorban katolikus cseh és szlovák híveket igyekezett meggyőzni arról, hogy hagyják el régi egyházukat és lépjenek be a nemzetibb Csehszlovák Huszita Egyházba. Ehhez az egyházhoz kezdetben egymillió volt katolikus hívő csatlakozott. Ez volt az oka annak, hogy Csehszlovákiának sokáig nem volt nunciusa.

### A nagyszombati apostoli adminisztratúra felállítása

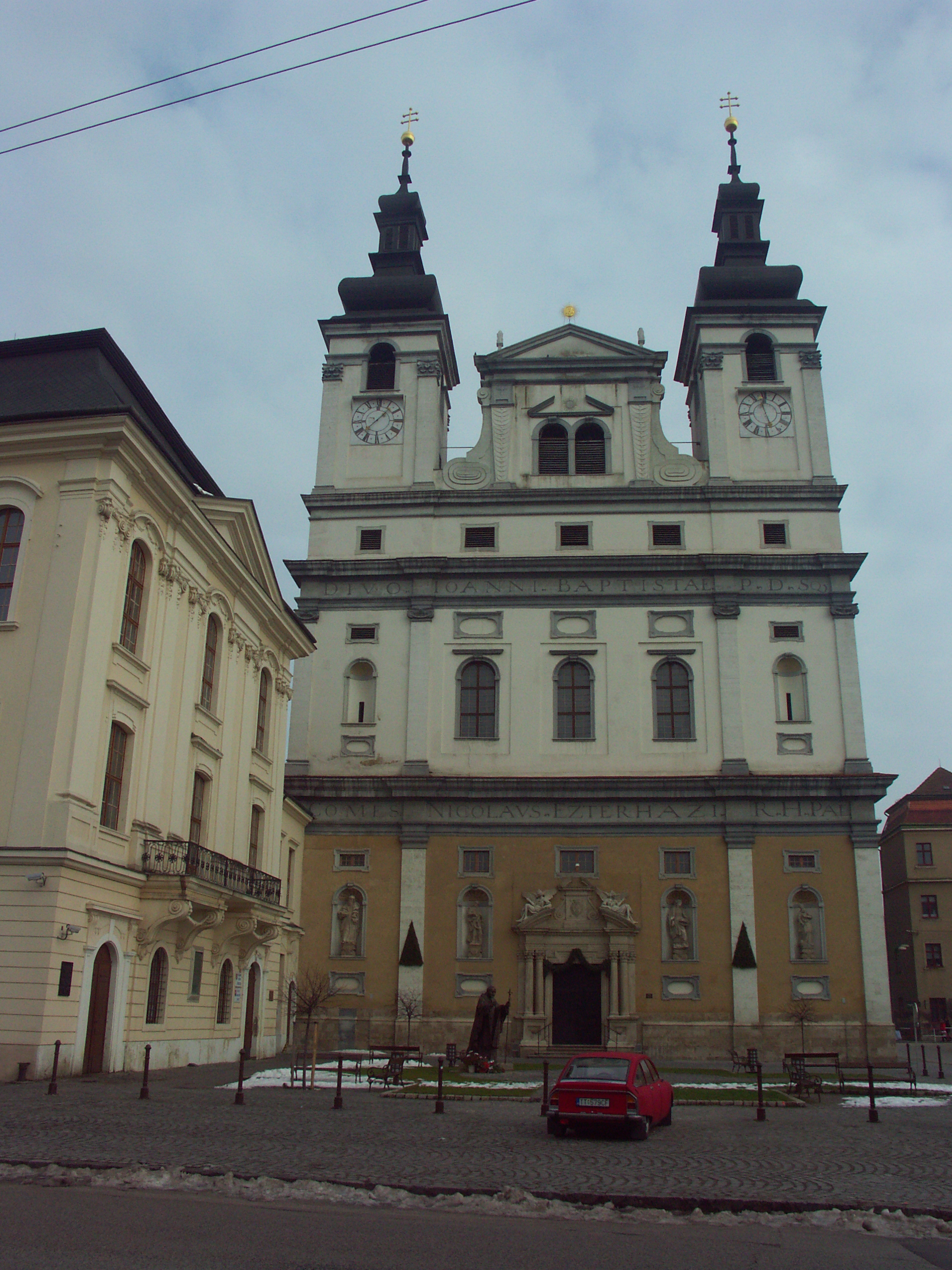
A nagyszombati érseki Keresztelő Szent János-székesegyház

1922. május 22-én a Szentszék és a csehszlovák állam megegyeztek, hogy az Esztergomi főegyházmegye Csehszlovákiához került területén apostoli adminisztratúrát állítanak fel Nagyszombat székhellyel. 1938-ban a terület egy része visszakerült Magyarországhoz, ahol az esztergomi érsek joghatóságát visszaállították, birtokait visszakapta. 1945 után visszaállott a háború előtti helyzet.

### Az új egyházmegye létrejötte
Szűk értelemben véve a csehszlovák szakadár akció csak a kommunizmus idejében bontakozott ki, de célja azonos volt azzal a céllal, melyet az első Csehszlovák Köztársaság tűzött maga elé. Az egyházmegyét VI. Pál pápa a Praescriptionum sacrosancti apostoli levéllel 1977. december 30-án alapította a nagyszombati apostoli adminisztratúra érsekséggé történő átszervezésével. Így a szakadási kísérletek célt értek. Az egyházmegye neve nagyszombati főegyházmegye lett, területét kiszakították az esztergomi főegyházmegyéből és a Qui divino apostoli levéllel megalapították a nagyszombati egyháztartományt. Mindkét apostoli levelet ünnepélyesen František Tomášek bíboros hirdette ki 1978. július 7-én. Az egyháztartomány metropolitája a nagyszombati érsek lett és a nagyszombati főegyházmegyén kívül kezdetben a következő egyházmegyék tartoztak alá:
- Nyitrai egyházmegye
- Besztercebányai egyházmegye
- Szepesi egyházmegye
- Rozsnyói egyházmegye
- Kassai egyházmegye

Ezen egyházmegyék 1977-ig közvetlenül a Szentszék alá tartoztak.
Az állam nem járult hozzá érsek kinevezéséhez az új főegyházmegye számára, így 1989-ig az egyházmegyének nem volt hivatalosan érseke. 1977. december 30-ától haláláig, 1987. november 13-áig Július Gábriš volt az egyházmegye adminisztrátora, 1987-től 1989-ig pedig Ján Sokol. 1989-ben a rendszerváltozás után az egyházmegye első érsekének Ján Sokolt nevezték ki. A Kassai egyházmegyét 1995-ben a Pastorali quidem permoti apostoli levéllel főegyházmegyei rangra emelték, így a Rozsnyói és a Szepesi egyházmegye ennek egyháztartományába kerültek át. Ugyanebben az apostoli levélben a nagyszombati főegyházmegyét Pozsony-Nagyszombati főegyházmegyévé nevezték át, és a pozsonyi Szent Márton dómot konkatedrálissá minősítették. Szufragán (az érseki szék alá tartozó) püspökségeknek megmaradt a Nyitrai egyházmegye és a Besztercebányai egyházmegye. 2008. február 14-én a főegyházmegyét megszüntették, területét az újraszervezett Nyitrai és Besztercebányai, valamint az új Pozsonyi és Nagyszombati főegyházmegyék között osztották fel.

## Szervezet

### Az egyházmegyében szolgálatot teljesítő püspökök
| Név           | Funkció kezdete    | Funkció vége         | Megjegyzés |
| ------------- | ------------------ | -------------------- | --- |
| Július Gábriš | 1977. december 30. | † 1987. november 13. | az egyházmegye adminisztrátora, az állam elutasítása miatt nem lehetett megyés püspök. Halála után címzetes érsekké nyilvánították. |
| Ján Sokol     | 1987. november 14. | 1989. július 26.     | az egyházmegye adminisztrátora, 1988. június 12-én Luni címzetes püspökének szentelték fel Nagyszombatban.                          |
| Ján Sokol     | 1989. július 26.   | 2008. február 14.    | az egyházmegye érseke |

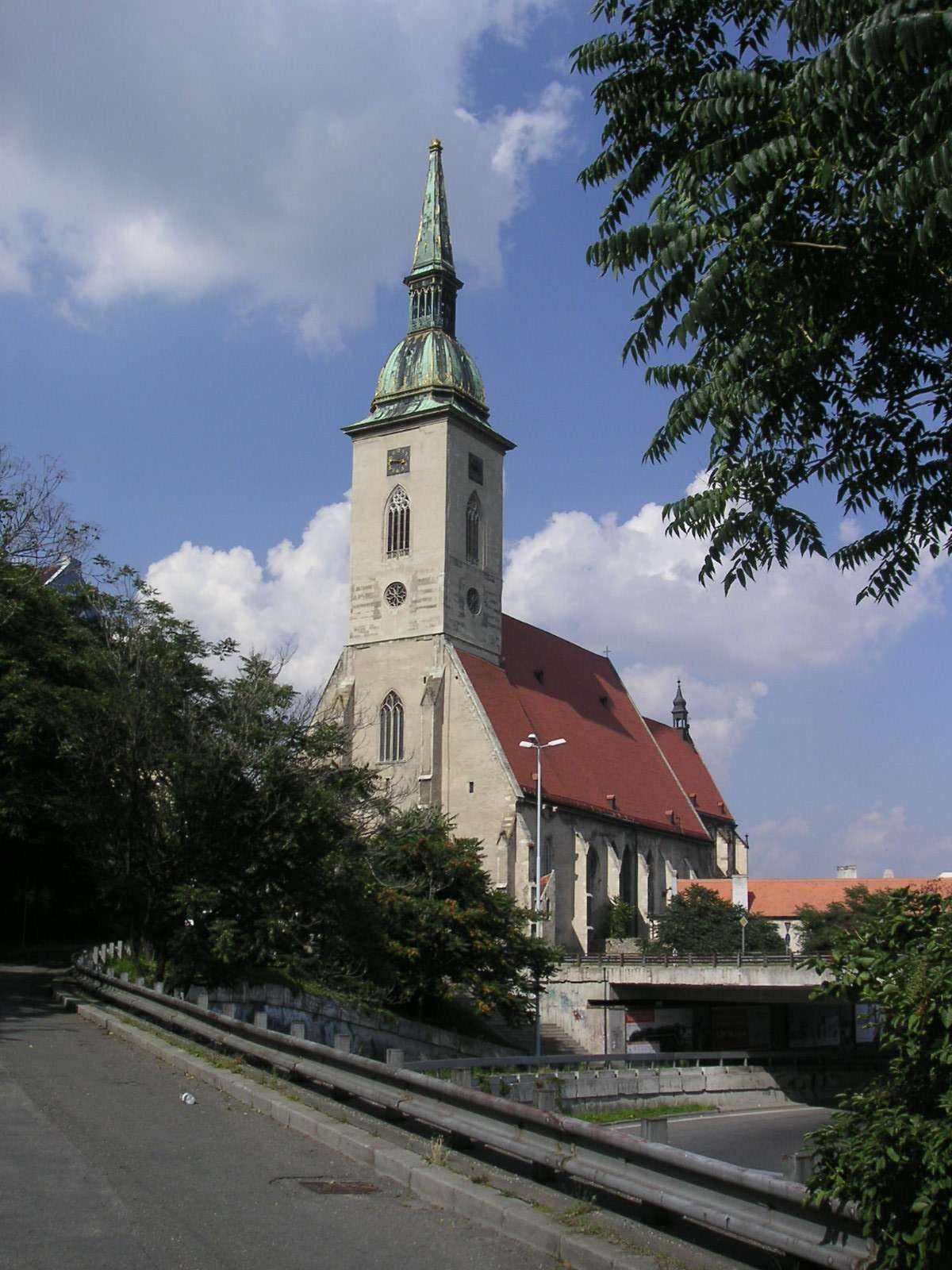
A pozsonyi érseki Szent Márton dóm társszékesegyház

- Ján Orosch, segédpüspök (2004. április 2-án kinevezve)
- Stanislav Zvolenský, segédpüspök (2004. április 2-án kinevezve)
- Tóth Domonkos, nyugalmazott segédpüspök (1990. március 17-én kinevezve, nyugdíjazva 2004. április 2-án)
- Štefan Vrablec, nyugalmazott segédpüspök (1990. március 17-én kinevezve, nyugdíjazva 2004. április 2-án)
- Vladimír Filo, 1990. március 17-én kinevezve, majd  2002. november 23-ától kinevezték a Rozsnyói egyházmegye koadjutor-püspökévé.
- Dominik Hrušovský, segédpüspök különleges pasztorációs hatáskörrel a főváros számára 1992. december 17-étől – 1996. április 15-éig.

## Statisztika
| Év   | Lakosság  | Katolikusok | Katolikusok aránya | Plébániák | Egyházmegyés papok | Szerzetes papok | Papok együtt | Szerzetesek | Szerzetes-nővérek |
| ---- | --------- | ----------- | ------------------ | --------- | ------------------ | --------------- | ------------ | ----------- | ----------------- |
| 1980 | 1 763 209 | 1 406 810   | 79,8%              | 449       | 430                | 100             | 530          | 128         | 710               |
| 1990 | 1 987 400 | 1 300 911   | 65,5%              | 435       | 379                | 50              | 429          | 60          | 547               |
| 2000 | 1 914 487 | 1 187 235   | 62,0%              | 445       | 424                | 237             | 661          | 397         | 1 063             |
| 2003 | 1 905 148 | 1 350 326   | 70,9%              | 447       | 443                | 264             | 707          | 464         | 1 123             |